# Conselve
Conselve é uma comuna italiana da região do Vêneto, província de Pádua, com cerca de 8.968 habitantes. Estende-se por uma área de 24 km², tendo uma densidade populacional de 374 hab/km². Faz fronteira com Arre, Bagnoli di Sopra, Cartura, San Pietro Viminario, Terrassa Padovana, Tribano.

## Demografia
| Variação demográfica do município entre 1861 e 2011                               |
|                                                                                   |
| Fonte: Istituto Nazionale di Statistica (ISTAT) - Elaboração gráfica da Wikipedia |